# Rives-d’Autise
Rives-d’Autise ist eine französische Gemeinde mit 2.054 Einwohnern (Stand: 1. Januar 2022) im Département Vendée in der Region Pays de la Loire. Sie gehört zum Arrondissement Fontenay-le-Comte und zum Kanton Fontenay-le-Comte.
Sie entstand als Commune nouvelle mit Wirkung vom 1. Januar 2019 durch die Zusammenlegung der bisherigen Gemeinden Nieul-sur-l’Autise und Oulmes, die in der neuen Gemeinde den Status einer Commune déléguée haben. Der Verwaltungssitz befindet sich im Ort Nieul-sur-l’Autise.

## Gliederung
| Ortsteil                             | ehemaliger INSEE-Code | Fläche (km²) | Einwohnerzahl zum 1. Januar 2022 |
| ------------------------------------ | --------------------- | ------------ | -------------------------------- |
| Nieul-sur-l’Autise (Verwaltungssitz) | 85162                 | 22,63        | 1.262                            |
| Oulmes                               | 85168                 | 09,28        | 0792                             |

## Geographie
Die Gemeinde liegt rund 18 Kilometer nordwestlich von Niort im Regionalen Naturpark Marais Poitevin. An der nordwestlichen Gemeindegrenze verläuft der Fluss Autise, an der Südgrenze die Autobahn A83.
Nachbargemeinden sind: Saint-Hilaire-des-Loges im Norden, Saint-Pompain im Nordosten, Benet im Südosten, Bouillé-Courdault im Süden, Saint-Pierre-le-Vieux im Südwesten und Xanton-Chassenon im Nordwesten.